# Música masónica

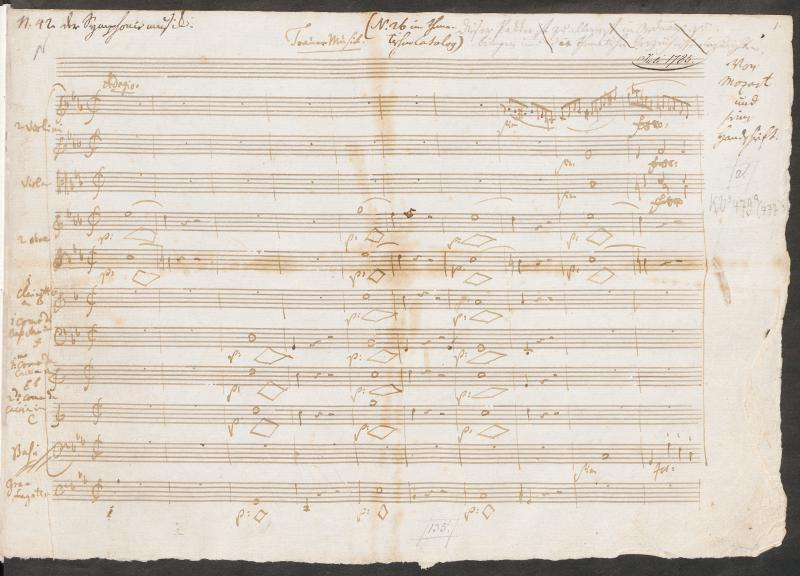
La primera página del manuscrito de Mozart para su Maurerische Trauermusik (Música Fúnebre Masónica) KV 479 (Staatsbibliothek zu Berlin).

La  música masónica puede definirse como «la música utilizada en conexión con el ritual y las funciones sociales de la masonería». Los tipos principales de música utilizada en logias masónicas son dos: las canciones de logia, con acompañamiento de teclado para ser interpretadas antes o después de las reuniones o durante las comidas, y la música escrita para acompañar ceremonias y eventos masónicos específicos. Debido a que el número 3 y la letra «B» son de particular importancia para la masonería, la música escrita en las tonalidades de do menor o mi bemol mayor, ambas con tres bemoles en la armadura (cuyo símbolo '♭' se asemeja a la letra minúscula «b») han sido consideradas especialmente adecuadas para la música ceremonial masónica.
La música especialmente compuesta para los ritos masónicos comenzó a publicarse en el siglo XVIII, incluida la música escrita por Georg Benda, Ignaz Pleyel, François-André Danican Philidor, Johann Gottlieb Naumann y Christian Gottlob Neefe. Quienes escribieron himnos y otras obras para los trabajos en las logias masónicas han sido, entre otros: William Boyce, en el siglo XVIII; Albert Lortzing, en el siglo XIX, y Jean Sibelius, en el siglo XX.
La música escrita por Wolfgang Amadeus Mozart para la masonería es una de las más conocidas del género. Incluye la Maurerische Trauermusik (Música fúnebre masónica) y una serie de canciones y cantatas. La ópera La flauta mágica y su música incidental para Thamos, Rey de Egipto también tienen conexiones masónicas.
Las logias a veces utilizaban la música de otros compositores para sus actos (con o sin permiso), y a menudo cambiaban la letra. Por ejemplo, en 1810, Ludwig van Beethoven, que no está documentado como masón, escribió a su amigo, el doctor Franz Wegeler: «me dijeron que estabais cantando una canción mía en la logia masónica... Mándemela, voy a cambiarla. No se arrepentirá». El propio Wegeler publicó dos textos masónicos que sugieren melodías de Beethoven (la Opferlied, WoO 126, y la canción Der freie Mann, WoO 117), que quizá se utilizaron en los rituales.